# HNK Sloga Uskoplje
El Hrvatski Nogometni Klub Sloga Uskoplje és un club bosnià de futbol de la ciutat de Uskoplje. El club fou fundat el 1946.